# Holisme logique
La holisme logique est la croyance que le fonctionnement du monde ne peut être connu dans une quelconque de ses parties s'il n'est pas connu dans son ensemble.

## Source de la traduction
- (en) Cet article est partiellement ou en totalité issu de l’article de Wikipédia en anglais intitulé « Logical holism » (voir la liste des auteurs).